# Trần Thanh Hải (đại biểu Quốc hội)
Trần Thanh Hải (sinh năm 1963) là đại biểu Quốc hội Việt Nam khóa XIII, thuộc đoàn đại biểu Thành phố Hồ Chí Minh.

## Tiểu sử
Trần Thanh Hải sinh ngày 20/10/1963, người dân tộc Kinh, không theo tôn giáo nào, quê quán tại xã Long Điền A, huyện Chợ Mới, tỉnh An Giang.
Ông có trình độ chuyên môn là Thạc sỹ Kinh tế chính trị, trình độ chính trị Cử nhân chính trị.
Ông gia nhập Đảng Cộng sản Việt Nam vào ngày 4/7/1987.
Từ 2011 đến 2016, ông là Đại biểu Quốc hội khoá XIII, nơi ứng cử là TP Hồ Chí Minh.
Ông từng là Phó Chủ tịch Tổng Liên đoàn Lao động Việt Nam.
Năm 2018, Trần Thanh Hải là Phó Chủ tịch thường trực Tổng Liên đoàn Lao động Việt Nam.